# Prochaines élections législatives palestiniennes
Les prochaines élections législatives palestiniennes renouvelleront les membres du parlement de Palestine. D'abord prévues pour mai 2021, les élections sont reportées sine die par l'Autorité palestinienne, qui rejette la faute sur Israël, qui avait refusé de laisser l'AP organiser des élections à Jérusalem-Est.

## Contexte
Le Hamas organise en février 2021 des élections internes qui se tiennent tous les quatre ans. Yahya Sinwar a été réélu de justesse comme dirigeant du mouvement à Gaza.
L'occupation israélienne de la Cisjordanie rend difficile le déroulement de la campagne électorale pour certains partis politiques. Les activités politiques palestiniennes sont strictement encadrées par l'armée israélienne, notamment par l’ordre militaire 1651, qui prévoit dix ans de prison pour quiconque « tente, oralement ou autrement, d’influencer l’opinion publique dans la zone [en Cisjordanie], d’une manière qui peut nuire à la paix ou l’ordre public ». Le Hamas est considéré comme terroriste et ses militants sont exposés à la répression. Une première vague d’arrestations de dirigeants du parti islamiste a eu lieu en février, suivie d'une deuxième le 26 mars à Hébron.

## Système électoral
Le Conseil législatif palestinien comprend 132 membres.
Les candidats doivent être âgés d'au moins 28 ans et déposer une garantie de 10 000 dollars à la commission électorale.
Le système électoral est fondé sur un scrutin de liste proportionnel à un tour, lequel devrait favoriser les coalitions, aucun parti ne semblant en mesure de gouverner seul. Chaque liste doit inclure au moins trois femmes parmi les douze premiers membres. Le seuil de représentativité est situé à 1,5 %. Un quota de 7 sièges minimum est réservé aux chrétiens.

## Campagne

### Principaux partis
[non neutre]
| Parti | Parti                                         | Positionnement                                                                             | Dirigeant          | Résultats en 2006         |
| ----- | --------------------------------------------- | ------------------------------------------------------------------------------------------ | ------------------ | ------------------------- |
|       | Hamas                                         | Extrême droite Nationalisme, islamisme, antisémitisme                                      | Vacant             | 44,45% des voix 74 sièges |
|       | Fatah                                         | Centre gauche à gauche Nationalisme, sécularisme, social-démocratie, solution à deux États | Mahmoud Abbas      | 41,43% des voix 45 sièges |
|       | Front populaire de libération de la Palestine | Extrême gauche Nationalisme, sécularisme, panarabisme, marxisme-léninisme, État binational | Ahmad Saadat       | 4,25 % des voix 3 sièges  |
|       | Liberté                                       | Centre gauche Nationalisme, social-démocratie, socialisme démocratique                     | Marouane Barghouti | Nouveau                   |

#### Fatah et listes dissidentes
Le Fatah se présente divisé, la liste soutenue par la direction du parti devant faire face à deux listes concurrentes. 
L'une, nommée Liberté, est soutenue par Marwan Barghouti, opposant de longue date à Mahmoud Abbas et emprisonné en Israël depuis 2002. Très populaire auprès des Palestiniens, les sondages le donnent vainqueur dans le cadre d'une élection présidentielle tant face à Mahmoud Abbas que face à Ismaël Haniyeh, le dirigeant national du Hamas. La liste comprend notamment Nasser Al-Qidwa, ancien représentant de l'OLP auprès des Nations unies.
L'autre, Le Futur, est dirigée par Mohammed Dahlan, ancien dirigeant du Fatah dans la bande de Gaza. Exilé aux Émirats arabes unis depuis son expulsion du Fatah pour des faits de corruption, il est devenu conseiller du prince Mohamed Ben Zayed et est l'un des artisans de la normalisation des relations entre le pays du Golfe et Israël. Soutenu financièrement par les Émirats, il a lancé sa campagne en faisant livrer des milliers de vaccins contre le coronavirus en Palestine et en investissant les réseaux sociaux avec bots (messages automatiques lancés par des robots) et publicités.

#### Hamas
La liste du Hamas, conduite par Khalil Al-Haya, semble être en mesure de gagner les élections sans pour autant vouloir être majoritaire, espérant en particulier de ces élections se rapprocher du Fatah, des pays étrangers et obtenir à terme un allègement du blocus israélien de la bande de Gaza. « Sous pression locale, régionale et internationale, le parti islamiste veut rejoindre l’Autorité palestinienne, entrer à l’OLP et ne plus être le gouvernant unique à Gaza. Les modérés veulent un engagement avec l’Europe, voire les États-Unis. Il va être intéressant de voir comment le Hamas va utiliser les fractures internes au Fatah. Il dit vouloir entrer au gouvernement. Il pourrait jouer le rôle de faiseur de rois », souligne Hugh Lovatt, analyste au Conseil européen des relations extérieures, basé à Londres.

#### Autres partis
La commission électorale a enregistré 36 listes de candidats.  
Les formations de gauche sont représentées par plusieurs listes. Le Parti du peuple palestinien (PPP, communiste) et l'Union démocratique palestinienne (FIDA) présentent une liste commune menée par Fadwa Khader. Le Front populaire de libération de la Palestine (FPLP) présente sa propre liste.

### Sondages
| Sondeur   | Date             | Fatah | Hamas | FPLP | PNI | TV | FDLP | PPP | Liberté | Indécis/Autres | Avance |
| --------- | ---------------- | ----- | ----- | ---- | --- | -- | ---- | --- | ------- | -------------- | ------ |
| Sondeur   | Date             |       |       |      |     |    |      |     |         | Indécis/Autres | Avance |
| PCPSR-KAS | 14-19 mars 2021  | 43%   | 30%   | -    | -   | -  | -    | -   | -       | 27%            | 13%    |
| PCPSR-KAS | 14-19 mars 2021  | 51,0  | 51,0  | 3,0  | 3,0 | -  | -    | -   | 32,5    | 23,1           | 18,5   |
| PCPSR     | 27 décembre 2020 | 38%   | 34%   | -    | -   | -  | -    | -   | -       | 28%            | 4%     |

## Résultats
| Parti                    | Parti                                                 | Voix | %   | +/- | Sièges | +/-           |
| ------------------------ | ----------------------------------------------------- | ---- | --- | --- | ------ | ------------- |
|                          | Hamas                                                 |      |     |     |        |               |
|                          | Fatah                                                 |      |     |     |        |               |
|                          | Liberté                                               |      |     | Nv  |        |               |
|                          | Front populaire de libération de la Palestine         |      |     |     |        |               |
|                          | Initiative nationale palestinienne                    |      |     |     |        |               |
|                          | Troisième Voie                                        |      |     |     |        |               |
|                          | Front démocratique pour la libération de la Palestine |      |     |     |        |               |
|                          | Parti du peuple palestinien                           |      |     |     |        |               |
|                          | Autres partis                                         |      |     | -   |        |               |
|                          | Indépendants                                          |      |     |     |        |               |
|                          |                                                       |      |     |     |        |               |
| Votes valides            |                                                       |      |     |     |        |               |
| Votes blancs et nuls     |                                                       |      |     |     |        |               |
| Total                    | Total                                                 |      | 100 | -   | 132    | en stagnation |
| Abstentions              |                                                       |      |     |     |        |               |
| Inscrits / participation |                                                       |      |     |     |        |               |